# آلدار ماغديف
آلدار ماغديف (11 أبريل 1984 ببخارى في أوزبكستان - ) هو لاعب كرة قدم أوزبكستاني في مركز الوسط. شارك مع منتخب أوزبكستان لكرة القدم. أما مع النوادي، فقد لعب مع كينغداو جونون ونادي باختاكور طشقند ونادي لوكوموتيف طشقند وFC Bukhara ‏ ودينامو سمرقند.

## وصلات خارجية
- آلدار ماغديف على موقع قاعدة بيانات كرة القدم.إي يو (الإنجليزية)
- آلدار ماغديف على موقع ناشيونال فوتبول تيمز (الإنجليزية)
- آلدار ماغديف على موقع Soccerway.com (الإنجليزية)